# Walter Garstang
Walter Garstang (9 de febrero de 1868 - 23 de febrero de 1949) fue un Ictiólogo, biólogo del desarrollo y poeta inglés.
La investigación de Walter Garstang se desarrolló fundamentalmente en el campo de la ictiología, prestando especial atención a la biología de las larvas. Garstang fue también un prolífico poeta, aunque sus versos no fueron publicados hasta después de su muerte, en 1951. 

## Obra
Garstang fue especialmente crítico con la interpretación ortodoxa de la ley biogenética abanderada por Ernst Haeckel. Según la ley de la recapitulación, a lo largo de la evolución sólo había podido producirse la condensación, por la que los eventos de desarrollo se retrasan y dejan lugar a la adición terminal de nuevos órganos. Según esta hipótesis, por tanto, el ritmo del desarrollo sólo puede acelerarse. Walter Garstang demostró que esta constricción no se cumplía en muchos casos: los cambios en el ritmo podían suceder a la inversa (retardo) y las innovaciones evolutivas no eran siempre resultado de la adición terminal. Garstang escribió varios artículos donde ilustró la posesión en adultos de rasgos que fueron juveniles en sus ancestros (neotenia). El caso más célebre es el del ajolote. Gastrang introdujo la idea de la paedomorfosis, por la que una larva adquiere madurez sexual. 
Garstang defendió que la evolución podía ocurrir independientemente en larvas y adultos y que la información filogenética se encontraría en las primeras. Según Garstang, por tanto, la aparición de novedades evolutivas se debía a alteraciones en la ontogenia y no a modificaciones del estado adulto. No obstante, admitió también que muchos de los rasgos larvarios podían deberse a adaptaciones secundarias a la vida larvaria (cenogénesis).
Garstang es célebre por su interpretación causal de la ley biogenética, defendiendo, frente a Haeckel, que la ontogenia no recapitula la filogenia sino que la crea.

## El origen de los vertebrados
En 1928, a partir de sus observaciones sobre el desarrollo de los equinodermos y los cordados, Garstang propuso que los vertebrados habían surgido de ciertos "protoequinodermos" a través de un proceso de paedomorfosis y neotenia por el que la larva de los cordados se habría convertido en un cordado adulto (tunicado). Las ascidias no eran, por tanto, cordados degenerados, sino que representaban la condición cordada primitiva con larva plactónica. El ancestro de los cordados sería un invertebrado sésil parecido a una ascidia con larva plactónica, sobre la que habría actuado la selección para promover la dispersión a través de la evolución de una cola muscular, acelerado el desarrollo de las gónadas a través de la neotenia. De este modo, el estadio larvario se habría convertido en sexualmente maduro aunque todavía plactónico (como el ajolote en su fase acuática). Por tanto, sería una novedad larvaria y no adulta la que habría sentado las bases de la evolución de los vertebrados, posibilitando nuevas radiaciones evolutivas.

## Legado
El continuador más célebre de la obra de Garstang fue Gavin de Beer.